# Schramberger Majolika-Fabrik

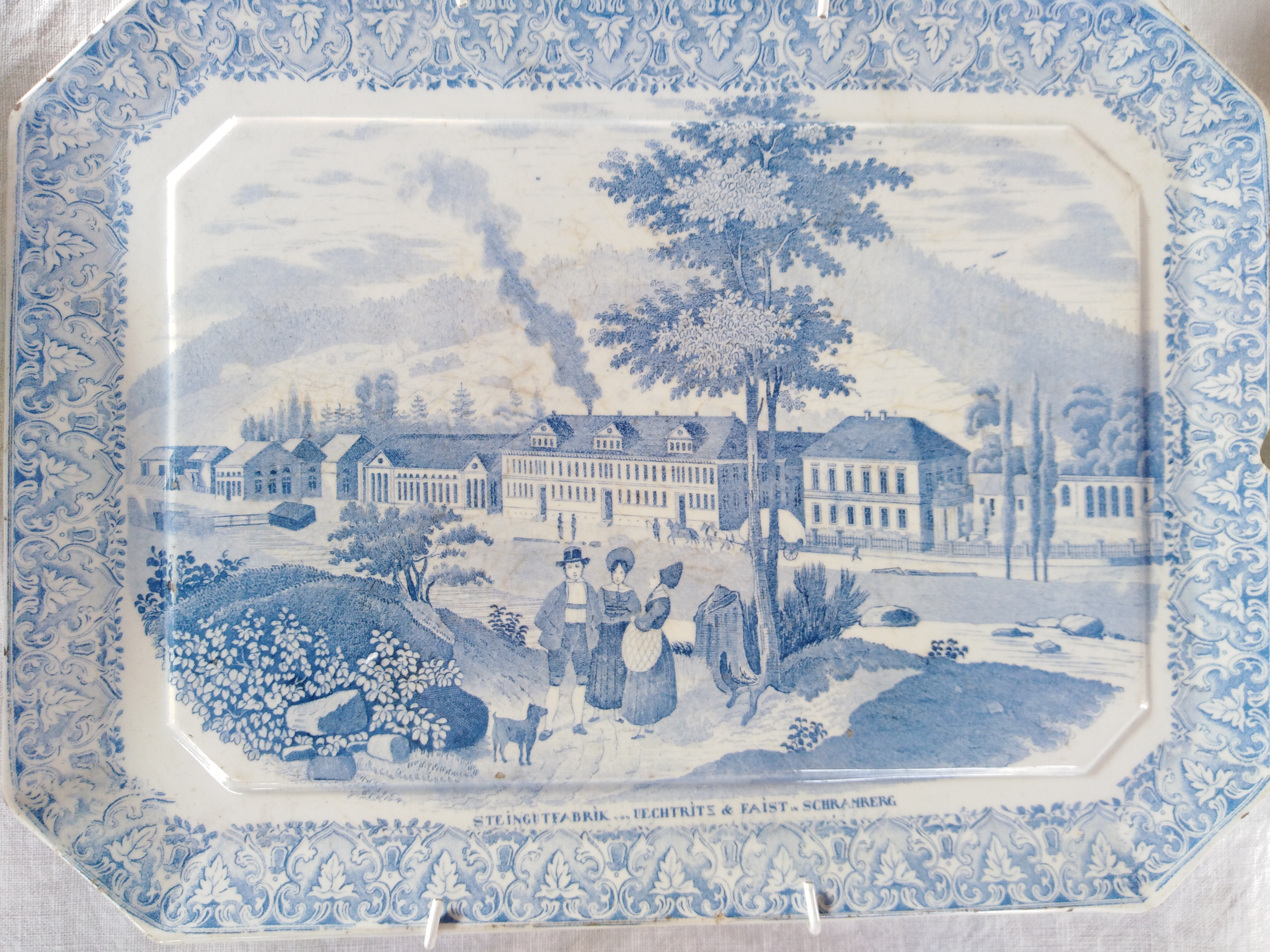
Steingutfabrik Uetrichtz & Faist Schramberg, um 1830

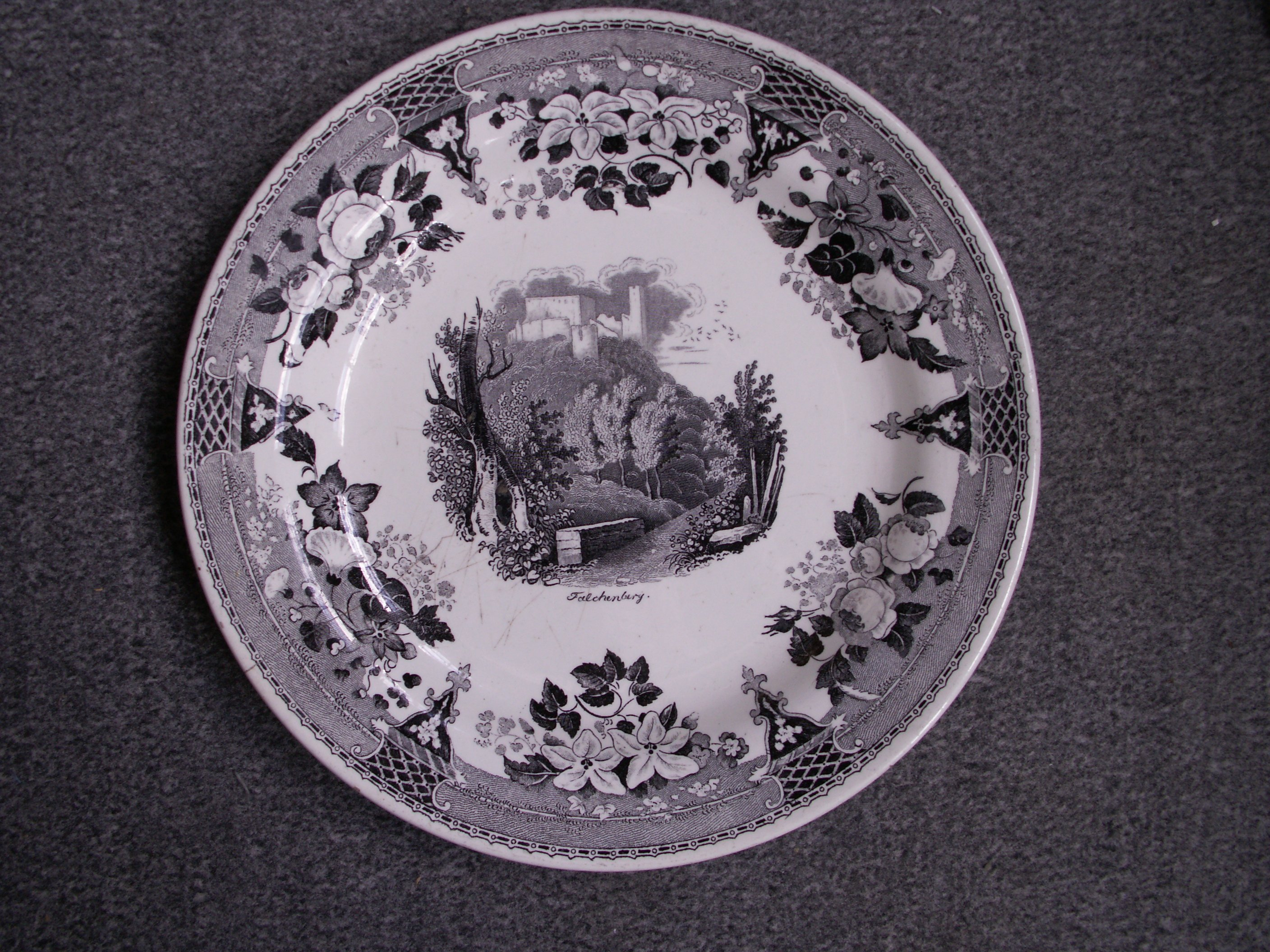
Kleiner Teller aus Schramberg mit der Burg Falkenstein

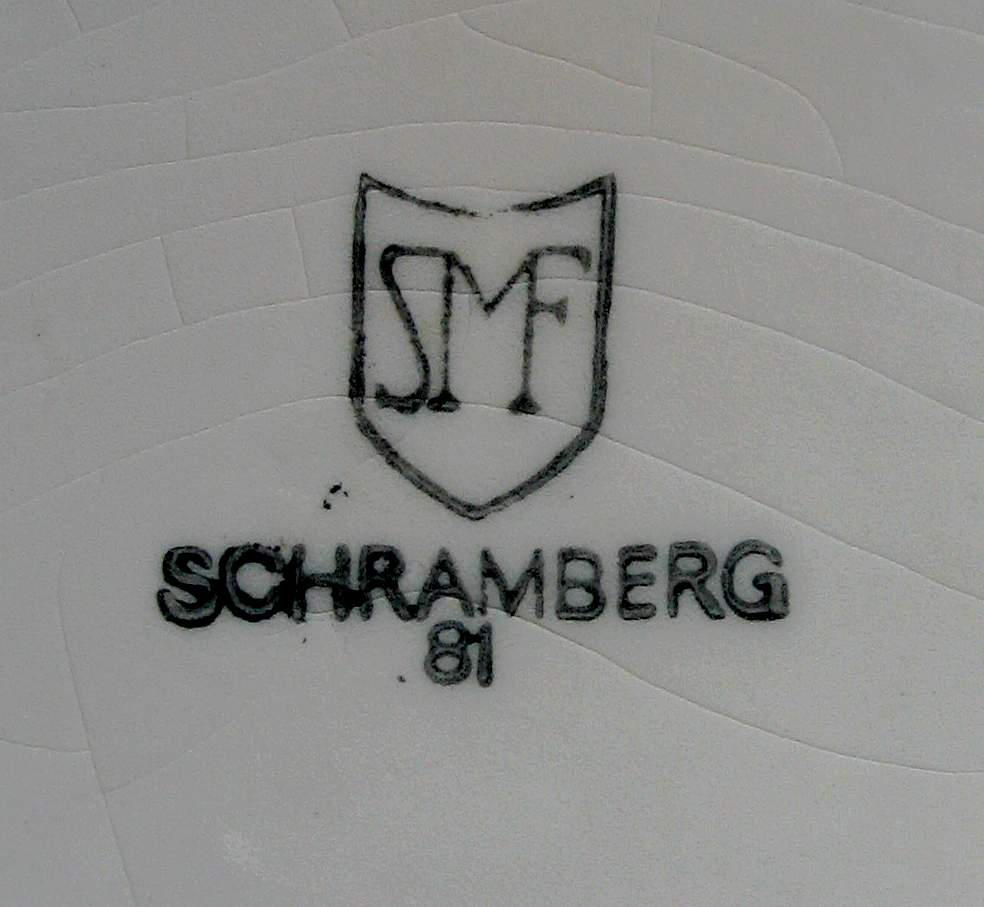
Bodenmarke

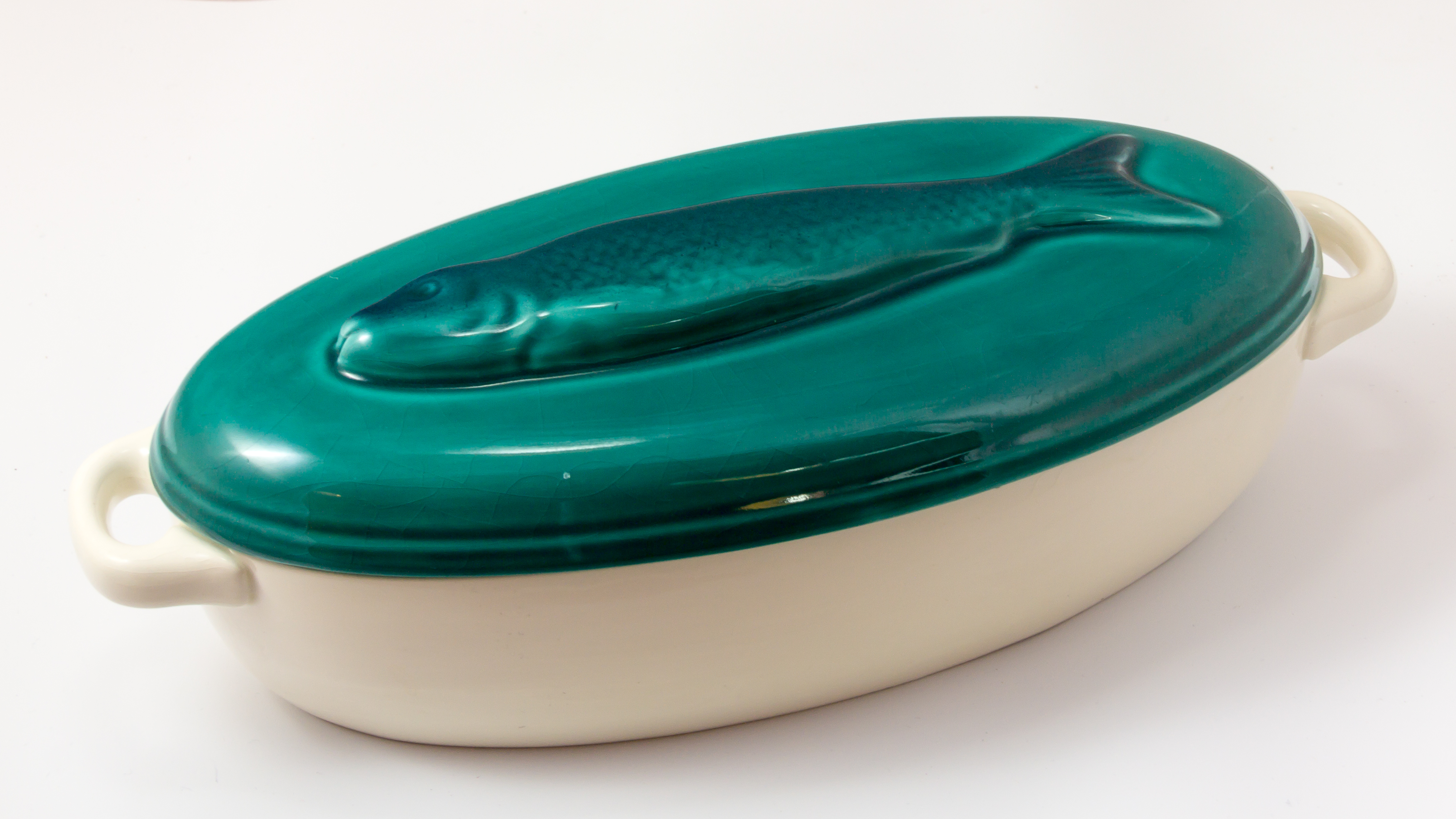
Fischterrine aus Schramberg, markiert: Schramberg 8

Die Schramberger Majolika-Fabrik war die erste Steingutfabrik im damaligen Königreich Württemberg. 

## Geschichte
Die Firma wurde im Jahre 1820 vom Nordracher Steingut-Experten Isidor Faist gegründet. Bis 1829 war der Name der Fabrik Faist'sche Steingutfabrik.
In Schramberg fand sich alles, was zur Produktion benötigt wurde. Ein leerstehendes Schloss für die Produktion, genügend Holz als Rohstoff für die Brennöfen und die nahe liegende Schiltach als Wasser- und Energiequelle. Das Gebiet um Schramberg war außerdem strukturschwach und es war ein Leichtes, genügend Arbeiter zu bekommen.
Faist erarbeitete sich mit seinen Töpferwaren einen guten Ruf. 1829 schloss sich Baron Ferdinand von Uechtritz ihm als Partner an. 1829 bis 1883 hieß die Fabrik dann Steingut- und Majolikafabrik Uechtritz und Faist. Durch finanzielle Hilfe des Barons von Uechtritz war man im Stande, einen Fabrikneubau hinter dem Schloss zu erstellen, der die Produktion drastisch vergrößerte.
In den 1860er Jahren hatte die Fabrik eine Belegschaft von 100 Menschen. Zusätzlich war eine große Zahl von Hausarbeitern angestellt, hauptsächlich Frauen und Kinder.
1883 wurde die Fabrik an Villeroy & Boch verkauft. Als Tochtergesellschaft der Villeroy & Boch in Mettlach setzte die Firma die Majolika- und Töpferwarenproduktion bis 1912 fort und erlangte eine gewisse Berühmtheit mit ihren Produkten. Die Muttergesellschaft verlor ihr Interesse und verkaufte die Firma im Jahr 1912 an die jüdischen Brüder Moritz und Leopold Meyer.
Unter den Brüdern Meyer wurde das SMF-Brandzeichen eingeführt, in seiner ersten Version mit dem Zusatz eines Tannenbaumes. 1918 wurde die Firma in eine GmbH umgewandelt. Im Jahre 1922 wurde Moritz Meyers Sohn Peter Meyer geboren. Die Gebrüder Meyer suchten laufend neue Designs und ließen diese von namhaften Künstlern entwickeln. Von 1930 an kamen viele neue Designs auf den Markt: So erschienen Bauhaus-Einflüsse und Art déco. Die Ungarin Eva Zeisel entwarf nicht nur die Dekoration der Stücke, sondern auch die Form. Nachdem Zeisel nicht mehr für die Firma gearbeitet hatte, wurden häufig Muster mit ihren Formen zusammen verwendet, besonders beim beliebten Design Mondrian.
Die nach der Novemberpogromen 1938 erlassene Verordnung über den Einsatz des jüdischen Vermögens zwang die Brüder, ihre Fabrik zu verkaufen. Sie emigrierten mit ihren Familien nach Großbritannien.
Im Jahr 1949 kam Peter Meyer mit seiner Familie nach Schramberg zurück. Der Familie wurde sofort erlaubt, die Fabrik wieder zu übernehmen. Hochqualifizierte Designerinnen wie Elfriede (Elfi) Stadler aus Österreich oder Solveig Eriksson aus Schweden knüpften an die Art-déco-Entwürfe von Eva Zeisel an und landeten eigene Stilformen in einer bemerkenswerten Vielfalt.
1958 heiratete Peter Meyer Julie Broghammer und hatte mit ihr zwei Kinder, 1970 übernahm er als alleiniger Inhaber die Schramberger Majolika und setzte die Arbeit seines Vaters und seines Onkels fort. 1980 starb Peter Meyer. Nach dessen Tod stellte sich Julie Luise Meyer (28. Febr. 1929 – 24. Mai 2020) der Verantwortung und trat noch im Januar 1981 in die Geschäftsführung der Majolikafabrik ein, die sie bis 1986 führte. Dann berief sie ihre Kinder Annette und Michael Melvin in die Geschäftsleitung, die die Firma bis heute leiten. In dem Firmengebäude entstanden verschiedene kleinere Betriebe.